# Individualismo metodológico
El individualismo metodológico es un método ampliamente utilizado en las ciencias sociales, sostiene que todos los fenómenos sociales —estructura y cambios— son en principio explicables por elementos individuales, es decir, por las propiedades de los individuos, como pueden ser sus metas, sus creencias y sus acciones. Sus defensores lo ven como una filosofía-método destinada a la explicación y comprensión amplia de la evolución de toda la sociedad como el agregado de las decisiones de los particulares. En principio es un reduccionismo, es decir, una reducción de la explicación de todas las grandes entidades con referencias en las más pequeñas. 
El individualismo metodológico niega que una colectividad sea un organismo autónomo que toma decisiones, y exige que las ciencias sociales fundamenten sus teorías en la acción individual.  Esta idea también ha sido utilizada para atacar, entre otras ideas, al historicismo, el funcionalismo estructuralista, el 'sociologismo' o creencia que las funciones de la clase social, los roles de género, o la etnia como factores determinantes del comportamiento individual.

## Reduccionismo
El reduccionismo del individualismo metodológico es un reduccionismo racional, ya que como la meta de la ciencia es explicar la realidad por medio de leyes es necesario resumir la cadena de causas y efectos.  
Este reduccionismo, desde esta perspectiva, no es un fin en sí mismo sino un medio tanto para dar una explicación más detallada, como para comprender mejor qué sucede cuando pasamos de lo macro a lo micro y de lapsos de tiempo más breves a más largos.

## Explicaciones intencionales
El individualismo metodológico utiliza explicaciones intencionales para comprender los fenómenos individuales. Las explicaciones intencionales están formadas por las acciones individuales de los agentes. Así entonces, una acción colectiva puede ser explicada distribuyendo los propósitos y metas del grupo en cada uno de los agentes. Lo fundamental de las explicaciones intencionales es la especificación de la meta, es decir, la situación que el grupo desea y por el que la acción se lleva a cabo.
Algunas de estas explicaciones se basan en la maximización 'racional' de utilidades del individuo o costo-beneficio, como es el caso de la escuela neoclásica; otras sostienen que los individuos racionales actúan para satisfacer sus necesidades más importantes, sin embargo estas necesidades no pueden valuarse numéricamente, y dependen de la subjetividad, tal como indica la escuela austríaca. Las explicaciones intencionales más desarrolladas se encuentran en teorías como la praxeología o teoría de la elección racional.

## Observaciones
Para explicar la conducta individual se parte de las características de la acción individual pero como una consideración metodológica y no como una asunción acerca de la naturaleza humana; no presupone el egoísmo, ni siquiera la racionalidad de las acciones individuales. El individualismo metodológico tampoco implica necesariamente individualismo político, si bien una formulación sobre el individualismo metodológico podría mostrar hipótesis sobre las relaciones de los individuos hacia la sociedad favorable a la libertad individual y contraria al colectivismo. 
A veces se lo confunde con el individualismo ontológico (atomismo) según el cual la sociedad es la suma de individuos y no es más que la suma de sus partes. Sin embargo la ontología es acerca de la existencia mientras la metodología es acerca de la explicación. El individualismo metodológico está alerta de reduccionismos prematuros o simplificaciones excesivas que podrían originar explicaciones arbitrarias.